# Hirtodrosophila cameraria
Hirtodrosophila cameraria – gatunek muchówki z rodziny wywilżnowatych i podrodziny Drosophilinae.
Gatunek ten opisany został w 1833 roku przez Alexandra Henry’ego Halidaya jako Drosophila cameraria.
Muchówka o ciele długości około 2 mm. Na głowie para szczecinek orbitalnych skierowanych w tył jest znacznie cieńsza niż ich para skierowana w przód. Czułki mają człon trzeci krótko owłosiony, półtora raza dłuższy niż szeroki i nie dłuższy niż dwukrotność długości członu drugiego, zaś aristę z wierzchołkowym rozwidleniem i jednym promieniem na spodniej stronie. Tułów ma matowo żółtawobrązowe śródplecze, zwykle z podłużnym, najszerszym między szczecinkami śródplecowymi, rozmytym pasem szarej barwy. Chetotaksję tułowia cechuje sześć przedszwowych rzędów szczecinek środkowych grzbietu w przedniej części śródplecza, w których wszystkie szczecinki są tak samo krótkie oraz spośród trzech górnych par szczecinek sternopleuralnych przednia najkrótsza, a tylna najdłuższa. Użyłkowanie skrzydła odznacza się żyłką subkostalną bez sierpowatego zakrzywienia za żyłką barkową, tylną komórką bazalną zlaną z komórką dyskoidalną oraz wierzchołkowym odcinkiem żyłki medialnej M1+2 nie dłuższym niż trzykrotność odcinka tej żyłki między żyłkami poprzecznymi przednią i tylną. Wszystkie pary odnóży mają szczecinki przedwierzchołkowe na goleniach. Ubrawienie odwłoka może być różne.
Owad znany z prawie wszystkich krajów Europy, w tym z Polski, a ponadto z Makaronezji, Afryki Północnej i Bliskiego Wschodu.